# 충달
충달(蟲達, ? ~ 기원전 180년) 또는 고봉(蠱逢)은 초한전쟁기~전한 초기의 군인이다. 개국공신 서열 18위로 곡성후(曲城侯)에 봉해졌다.

## 생애
본래 곡성의 호장(戶將)으로, 탕군에서 졸병 37명과 함께 고제를 따랐다. 패상(霸上)에 이르고 집규(執珪)가 되었고, 두 부대의 장수가 되어 여택의 휘하에 배속되었다. 한나라에 들어간 후 삼진(三秦)을 평정하였고, 도위가 되어 항우의 군세를 격파한 공으로 열후에 봉해지고 식읍 4천 호를 받았다. 이후 장군이 되어 연나라·대나라를 공격하여 물리쳤다.
고후 8년(기원전 180년)에 죽으니 시호를 어(圉)라 하였고, 아들 충첩이 작위를 이었다.

## 출전
- 사마천, 《사기》 권18
- 반고, 《한서》 권16 고혜고후문공신표